# Thea Schönfelder
Thea Louise Schönfelder (* 16. Februar 1925 in Hamburg; † 25. Juli 2010 ebenda) war eine deutsche Psychiaterin, und Hochschullehrerin. Sie war die erste Frau, die in Deutschland auf einen Lehrstuhl für Kinder- und Jugendpsychiatrie berufen wurde, wirkte als Ärztliche Direktorin des Universitätsklinikum Hamburg-Eppendorf (UKE) und gilt als Pionierin von Familientherapie und Aufstellungsarbeit.

## Leben
Thea Schönfelder ist in Hamburg aufgewachsen, als Tochter des Präsidenten der Hamburgischen Bürgerschaft, Adolph Schönfelder, einem der Väter des Grundgesetzes. Sie trat im Jahr 1946 der SPD bei. Nach Medizin-Studium, Approbation und Promotion (Zur Frage des Thalamussyndroms bei Hirntumoren) absolvierte sie im Jahr 1957 die Ausbildung zur Fachärztin für Nerven- und Gemütsleiden, sowie für Kinder- und Jugendpsychiatrie. Ab 1958 arbeitete sie am UKE, 1966 habilitierte sie sich dort mit einer Arbeit über die Täter-Opfer-Beziehungen bei Sexualdelikten an Kindern. Im Jahr 1970 wurde sie auf den Lehrstuhl berufen, den sie bis 1987 innehatte.
Geschätzt wurde Schönfelder auch für ihr Engagement und die Zivilcourage, mit der sie in einigen kritischen Situationen deeskalierend wirken konnte. Ihrem Einsatz ist auch einerseits die Einrichtung einer Jugendlichenabteilung und andererseits die bauliche Adaptierung der Kinder- und Jugendlichenpsychiatrie am UKE zu verdanken. Ihre klinischen Schwerpunkte waren – damals innovativ – Familientherapie und konzentrative Bewegungstherapie (KBT). Diese Therapieform schätzte sie wegen der Chance, damit auch völlig erstarrte und verstummte Jugendliche zu erreichen – mit symbolbezogener Arbeit. Für eine Lehrstuhlinhaberin hat Thea Schönfelder vergleichsweise wenig veröffentlicht: „Ich denke, ich habe besonders durch die Arbeit mit KBT andere Prioritäten gesetzt. Mir war immer der Umgang mit Patienten – oder besser Klienten – wichtiger, als mich hinzusetzen und zu schreiben oder zu forschen.“ Ihre klinische Erfahrung gab sie in der Lehre weiter, innerhalb der Klinik und als Supervisorin auch außerhalb.
Von Virginia Satir, die Skulpturarbeit in die Familientherapie integrierte, übernahm Schönfelder den spielerischen Umgang mit Form und Haltung. Als Beispiel nannte sie den Satz „Ich häng’ an Dir“, den sie realistisch darstellen ließ. Rasch wurde den Beteiligten deutlich, dass eine derartige Beziehung für beide zur Belastung geworden war. In der Schönfelder’schen „Familienskulptur“ stellt ein Betroffener die anderen Beteiligten derart auf, wie sie seiner Meinung nach zueinander stehen. Jeder bleibt schweigend kurze Zeit in der vorgegebenen Haltung und wird danach befragt, wie es ihm oder ihr in ihrer Position ergangen ist. Das Abfragen der persönlichen Wahrnehmung erfolgt in derselben Art und Weise, wie es später in Familienaufstellung und Strukturaufstellung üblich geworden ist. Danach können die Beteiligten spontan bessere Position wählen und werden erneut abgefragt. Letztendlich erfahren alle Familienmitglieder mehr über sich selbst und die anderen Mitglieder des „Systems“, dem sie angehören.

„Ohne die intensive Beschäftigung mit der Einfühlung in Räume, in Atmosphärisches, hätte ich so nicht gearbeitet, wie ich gearbeitet habe.“

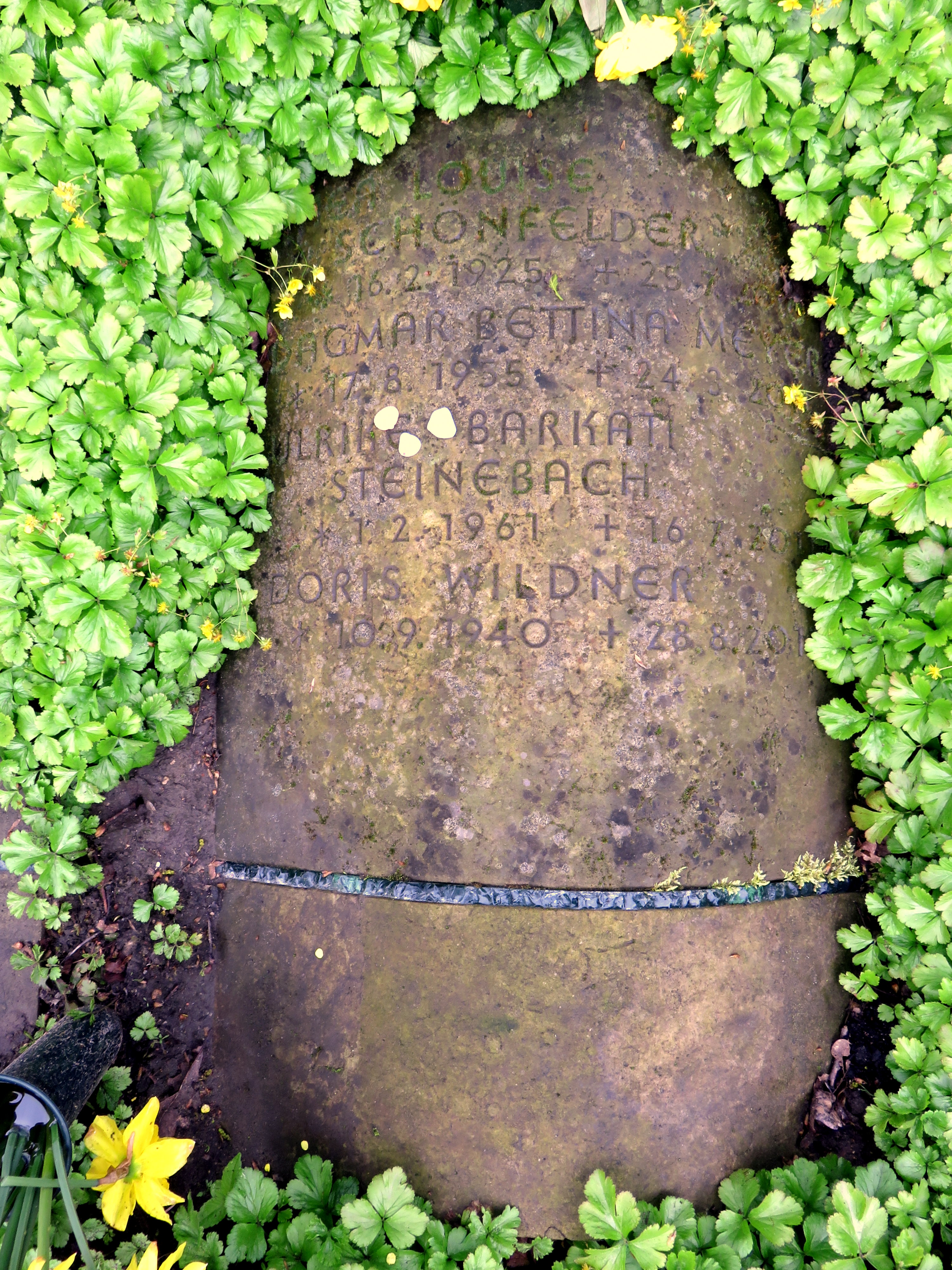
Grabstein des Begräbnisplatzes auf dem Friedhof Ohlsdorf im Garten der Frauen

Als Schönfelder ihre KBT-Ausbildung begann, war sie bereits Professorin und 48. Insbesondere für die Einzelarbeit mit psychotischen Jugendlichen erschien diese Form wertvoll: „Weil man unter Umständen gar keinen anderen Kontakt aufnehmen konnte, als über Berührung, über symbolische Bezüge.“ Im Fall einer notwendigen Entscheidung zum Beispiel, die bisher kognitiv nicht zu treffen war, gab sie dem betroffenen Jugendlichen mehrere Steine zur Auswahl, einen für die Position Ich kann nicht! und einen für die Alternative Ich will nicht! Durch das Benennen der Gefühle und die Bezugsetzung zueinander werden die Gründe für die Auswahl der einen und der anderen Position sichtbar und greifbar. Ein Stein ist kälter und schwerer. Der andere liegt gut in der Hand. Die Fokussierung der Wahrnehmung eröffnet rasch eine Lösung und die Entscheidung. War der Familienkontext wichtig, waren jedoch die meisten Betroffenen nicht anwesend, wählte Schönfelder Holzfiguren zur szenischen Darstellung. Sie wurde damit – gemeinsam mit Kurt Ludewig – zur Erfinderin des Familienbretts.
Schönfelder erstellte auch psychiatrische Gutachten für ehemalige KZ-Häftlinge zu deren Wiedergutmachungsanträgen.
Heute wird Thea Schönfelder von den systemischen Strukturaufstellern Matthias Varga von Kibéd und Insa Sparrer als eine wichtige Vorfahrin heutiger Aufstellungsarbeit gewürdigt. Bert Hellinger lernte bei ihr das Familienstellen kennen.
Schönfelder gehörte der Freitagsgesellschaft Helmut Schmidts an.
Thea Schönfelder wurde im Garten der Frauen auf dem Friedhof Ohlsdorf in Hamburg beigesetzt.

## Schriften
- Die Rolle des Mädchens bei Sexualdelikten. Enke, Stuttgart 1968.
- Die therapeutischen Möglichkeiten der Konzentrativen Bewegungstherapie (1982). In: Helmuth Stolze (Hrsg.)  Die Konzentrativen Bewegungstherapie, Springer, Berlin/Heidelberg 2002 (3. Auflage) ISBN 978-3-540-42901-2
- Körpererleben als Grundlage psychotherapeutischer Prozesse, 1996.
- Über den „KBT-Baum“, 1989.
- Zur Frage des Thalamussyndroms bei Hirntumoren. Hamburg 1951.